# ホーマー・ベイリー
デビッド・デウィット・ベイリー（David Dewitt Bailey, 1986年5月3日 - ）は、アメリカ合衆国テキサス州ファイエット郡ラグレンジ出身のプロ野球選手（投手）。右投右打。現在は、フリーエージェント（FA）。
登録名のホーマーは愛称である。

## 経歴

### プロ入り前
ラグレンジ高等学校時代の通算成績は41勝4敗、防御率0.98、298イニングを投げ536奪三振を記録している。

### プロ入りとレッズ時代
2004年のMLBドラフト1巡目（全体7位）でシンシナティ・レッズから指名され、プロ入り。
球団は故障を防ぐため2005年まで1試合75球の投球制限を課した。この投球制限がなくなった2006年はシーズン途中にAA級チャタヌーガ・ルックアウツへ昇格を果たし、ピッツバーグで行われたオールスター・フューチャーズゲームに選出され勝利投手となった。
2007年6月8日にジャスティン・アップトンに次ぐこの年のリーグ2番目の若さでメジャーデビューを果たした。しかし、スタミナに問題があり、9回の先発登板でクオリティ・スタートは1回しかなかった。この年は9試合に先発登板し、4勝2敗と比較的よく勝ったが、防御率5.76・WHIP1.57と打ち込まれがちで、四球と奪三振数が同等など、課題も残った。
2008年、8試合に先発登板したが、防御率7.93・WHIP2.09・36.1イニングで8被本塁打と大炎上。0勝6敗に終わり、引き続き結果を残せなかった。
2009年は、6月下旬にメジャー昇格し、そのまま先発ローテーションに入って20試合に登板。最後の9登板では防御率1.70・6勝1敗とエンジン全開になり、トータルでは防御率4.53・8勝5敗・113.1イニングという成績を残した。また、この年はマイナーで89.2イニングに投げており、メジャーとの通算では203.0イニング投げた事になり、スタミナ不足も克服した。
2010年は、5月12日のピッツバーグ・パイレーツ戦で初完投・初完封を記録。しかし、その後に肩を故障して故障者リスト入りする羽目になり、約3ヵ月間、戦線離脱した。この離脱もあって19試合の先発登板に留まったが、防御率4.46やWHIP1.37は前年よりも改善され、成長の跡は示した。
2011年は、スプリングトレーニング中に肩を痛めて開幕を故障者リスト入りで迎えると、5月に復帰した直後に肩痛を再発させ、そこでも故障者リスト入りした。この年は、過去2シーズンとほぼ同等の22試合に先発登板し、防御率4.43・チーム2位タイの9勝7敗という成績を記録。しかし、防御率にあまり改善が見られず、故障も頻発するため、期待度は下がりつつあった。
2012年9月28日、PNCパークで行われたパイレーツ戦で球団史上15人目のノーヒットノーランを達成した。この年は故障離脱する事なく、リーグトップタイの33試合に先発登板。2完投・QS21も含まれており、防御率3.68・13勝10敗・168奪三振・WHIP1.24と活躍した。ポストシーズンでも、サンフランシスコ・ジャイアンツとのディビジョンシリーズで7.0イニングを1安打1四球1失点10奪三振と力投。ようやく、先発の軸として才能を開花させた。
2013年7月2日、グレートアメリカンボールパークでのジャイアンツ戦で、自身2度目のノーヒットノーランを達成した。同年は更なる飛躍を遂げ、11勝12敗と負け越したものの、防御率3.49、199奪三振（リーグ7位タイ）、WHIP1.12と、他の主要スタッツは軒並み向上した。
2014年2月20日にレッズと総額1億500万ドルの6年契約に合意した。この年は8月7日のクリーブランド・インディアンス戦を最後に外れ、9月初旬に腕の手術を受けた。この年は23試合の先発登板に留まり、規定投球回にも届かなかった。しかし、投げた試合ではハイレベルなピッチングを展開し、防御率3.71、1完封含む9勝5敗、WHIP1.23という好成績を残した。
2015年は4月に2試合先発の後、トミー・ジョン手術を受けることとなった。
2016年4月21日にマイナーリーグで実戦復帰し、7月31日のサンディエゴ・パドレス戦でメジャーに1年3ヶ月ぶりの復帰登板を果たした。この試合では結果的に勝利投手になったものの、マウンド上での不注意でホームに背を向けた隙にウィル・マイヤーズにホームスチールを許し、直後に降板を命じられた。全体では閉幕までに6試合に先発登板したが、2勝3敗、防御率6.65、WHIP1.83と打ち込まれ、本来のピッチングとはならなかった。ただ、23回で27奪三振を記録、キャリア初の10.0超となる奪三振率をマークし、復活への足掛かりをうかがわせる面もあった。ちなみに、マイナーではAA級ペンサコーラ・ブルーワフーズとAAA級ルイビル・バッツの計2ランクで8試合に先発登板し、1勝3敗、防御率5.14、WHIP1.71という成績だった。
2017年2月8日に右ひじの関節鏡視下手術を受け、13日に60日間の故障者リストに登録された。6月24日に復帰登板では1.3回を8失点で敗戦投手になった。その後も好投することもあったが炎上することのほうが多く、18試合に先発し91回、6勝9敗、防御率6.43でシーズンを終えた。
2018年、開幕直後は復調の兆しをみせたが徐々に防御率が悪化し、6月2日には右膝の炎症で故障者リスト入りした。7月24日のセントルイス・カージナルス戦で復帰するも調子は上がらず、9月5日のパイレーツ戦で9連敗を喫すると先発ローテーションから外され、以後登板はなかった。最終成績は20試合に先発登板して1勝14敗、防御率6.09だった。

### ロイヤルズ時代
2018年12月21日にヤシエル・プイグ、アレックス・ウッド、カイル・ファーマー及び金銭とのトレードで、ジーター・ダウンズ、ジョサイア・グレイと共にロサンゼルス・ドジャースへ移籍したが、同日中に自由契約となった。2019年2月9日にカンザスシティ・ロイヤルズとマイナー契約を結び、スプリングトレーニングに招待選手として参加することになった。
シーズン開幕は傘下のAAA級オマハ・ストームチェイサーズで迎え、4月3日にメジャー契約を結んでアクティブ・ロースター入りした。

### アスレチックス時代
2019年7月14日にケビン・メレルとのトレードで、オークランド・アスレチックスへ移籍した。オフの10月31日にFAとなった。

### ツインズ時代
2019年12月31日にミネソタ・ツインズと700万ドルの単年契約を結んだ。
2020年9月25日にDFAとなり、翌26日に自由契約となった。

## 詳細情報

### 年度別投手成績
| 年 度     | 球 団     | 登 板 | 先 発 | 完 投 | 完 封 | 無 四 球 | 勝 利 | 敗 戦 | セ 丨 ブ | ホ 丨 ル ド | 勝 率 | 打 者 | 投 球 回 | 被 安 打 | 被 本 塁 打 | 与 四 球 | 敬 遠 | 与 死 球 | 奪 三 振 | 暴 投 | ボ 丨 ク | 失 点 | 自 責 点 | 防 御 率 | W H I P |
| --------- | --------- | ----- | ----- | ----- | ----- | -------- | ----- | ----- | -------- | ----------- | ----- | ----- | -------- | -------- | ----------- | -------- | ----- | -------- | -------- | ----- | -------- | ----- | -------- | -------- | ------- |
| 2007      | CIN       | 9     | 9     | 0     | 0     | 0        | 4     | 2     | 0        | 0           | .667  | 205   | 45.1     | 43       | 3           | 28       | 1     | 3        | 28       | 1     | 1        | 32    | 29       | 5.76     | 1.57    |
| 2008      | CIN       | 8     | 8     | 0     | 0     | 0        | 0     | 6     | 0        | 0           | .000  | 180   | 36.1     | 59       | 8           | 17       | 1     | 0        | 18       | 4     | 1        | 36    | 32       | 7.93     | 2.09    |
| 2009      | CIN       | 20    | 20    | 0     | 0     | 0        | 8     | 5     | 0        | 0           | .615  | 496   | 113.1    | 115      | 12          | 52       | 1     | 3        | 86       | 6     | 0        | 61    | 57       | 4.53     | 1.47    |
| 2010      | CIN       | 19    | 19    | 1     | 1     | 1        | 4     | 3     | 0        | 0           | .571  | 465   | 109.0    | 109      | 11          | 40       | 6     | 3        | 100      | 3     | 1        | 55    | 54       | 4.46     | 1.37    |
| 2011      | CIN       | 22    | 22    | 0     | 0     | 0        | 9     | 7     | 0        | 0           | .563  | 561   | 132.0    | 136      | 18          | 33       | 2     | 5        | 106      | 4     | 0        | 68    | 65       | 4.43     | 1.28    |
| 2012      | CIN       | 33    | 33    | 2     | 1     | 0        | 13    | 10    | 0        | 0           | .565  | 874   | 208.0    | 206      | 26          | 52       | 3     | 8        | 168      | 3     | 0        | 97    | 85       | 3.68     | 1.24    |
| 2013      | CIN       | 32    | 32    | 2     | 1     | 1        | 11    | 12    | 0        | 0           | .478  | 849   | 209.0    | 181      | 20          | 54       | 2     | 10       | 199      | 5     | 2        | 85    | 81       | 3.49     | 1.12    |
| 2014      | CIN       | 23    | 23    | 1     | 1     | 0        | 9     | 5     | 0        | 0           | .643  | 604   | 145.2    | 134      | 16          | 45       | 1     | 7        | 124      | 5     | 1        | 60    | 60       | 3.71     | 1.23    |
| 2015      | CIN       | 2     | 2     | 0     | 0     | 0        | 0     | 1     | 0        | 0           | .000  | 51    | 11.1     | 16       | 3           | 4        | 2     | 0        | 3        | 0     | 0        | 7     | 7        | 5.56     | 1.76    |
| 2016      | CIN       | 6     | 6     | 0     | 0     | 0        | 2     | 3     | 0        | 0           | .400  | 111   | 23.0     | 35       | 2           | 7        | 0     | 2        | 27       | 1     | 0        | 19    | 17       | 6.65     | 1.83    |
| 2017      | CIN       | 18    | 18    | 0     | 0     | 0        | 6     | 9     | 0        | 0           | .400  | 420   | 91.0     | 112      | 11          | 42       | 2     | 8        | 67       | 4     | 0        | 67    | 65       | 6.43     | 1.69    |
| 2018      | CIN       | 20    | 20    | 1     | 0     | 0        | 1     | 14    | 0        | 0           | .067  | 494   | 106.1    | 141      | 23          | 33       | 9     | 2        | 75       | 2     | 1        | 82    | 72       | 6.09     | 1.64    |
| 2019      | KC        | 18    | 18    | 0     | 0     | 0        | 7     | 6     | 0        | 0           | .538  | 389   | 90.0     | 89       | 12          | 38       | 0     | 2        | 81       | 2     | 0        | 49    | 48       | 4.80     | 1.41    |
| 2019      | OAK       | 13    | 13    | 0     | 0     | 0        | 6     | 3     | 0        | 0           | .667  | 307   | 73.1     | 73       | 9           | 15       | 1     | 2        | 68       | 2     | 1        | 35    | 35       | 4.30     | 1.20    |
| '19計     | OAK       | 31    | 31    | 0     | 0     | 0        | 13    | 9     | 0        | 0           | .591  | 696   | 163.1    | 162      | 21          | 53       | 1     | 4        | 149      | 4     | 1        | 84    | 83       | 4.57     | 1.32    |
| 2020      | MIN       | 2     | 2     | 0     | 0     | 0        | 1     | 0     | 0        | 0           | 1.000 | 33    | 8.0      | 6        | 1           | 3        | 0     | 1        | 7        | 0     | 0        | 3     | 3        | 3.38     | 1.13    |
| MLB：14年 | MLB：14年 | 245   | 245   | 7     | 4     | 2        | 81    | 86    | 0        | 0           | .485  | 6039  | 1401.2   | 1455     | 175         | 463      | 31    | 56       | 1157     | 42    | 8        | 756   | 710      | 4.56     | 1.37    |

- 2020年度シーズン終了時
- 各年度の太字はリーグ最高

### 年度別守備成績
| 年 度 | 球 団 | 投手（P） | 投手（P） | 投手（P） | 投手（P） | 投手（P） | 投手（P） |
| 年 度 | 球 団 | 試 合     | 刺 殺     | 補 殺     | 失 策     | 併 殺     | 守 備 率  |
| ----- | ----- | --------- | --------- | --------- | --------- | --------- | --------- |
| 2007  | CIN   | 9         | 3         | 3         | 1         | 0         | .857      |
| 2008  | CIN   | 8         | 2         | 3         | 1         | 0         | .833      |
| 2009  | CIN   | 20        | 13        | 11        | 2         | 0         | .923      |
| 2010  | CIN   | 19        | 15        | 6         | 1         | 1         | .955      |
| 2011  | CIN   | 22        | 14        | 11        | 1         | 1         | .962      |
| 2012  | CIN   | 33        | 14        | 26        | 3         | 0         | .930      |
| 2013  | CIN   | 32        | 20        | 26        | 1         | 2         | .979      |
| 2014  | CIN   | 23        | 13        | 17        | 0         | 2         | 1.000     |
| 2015  | CIN   | 2         | 1         | 2         | 0         | 0         | 1.000     |
| 2016  | CIN   | 6         | 3         | 1         | 0         | 0         | 1.000     |
| 2017  | CIN   | 18        | 7         | 12        | 1         | 0         | .950      |
| 2018  | CIN   | 20        | 9         | 14        | 0         | 0         | 1.000     |
| 2019  | KC    | 18        | 5         | 8         | 0         | 0         | 1.000     |
| 2019  | OAK   | 13        | 7         | 6         | 0         | 0         | 1.000     |
| '19計 | OAK   | 31        | 12        | 14        | 0         | 0         | 1.000     |
| 2020  | MIN   | 2         | 0         | 1         | 0         | 0         | 1.000     |
| MLB   | MLB   | 245       | 126       | 147       | 11        | 6         | .961      |

- 2020年度シーズン終了時
- 各年度の太字はリーグ最高

### 記録
MiLB
- オールスター・フューチャーズゲーム選出：1回（2006年）

MLB
- ノーヒットノーラン：2回
  - 2012年9月28日、対ピッツバーグ・パイレーツ戦
  - 2013年7月2日、対サンフランシスコ・ジャイアンツ戦

### 背番号
- 34（2007年 - 2018年）
- 21（2019年 - 同年7月13日）
- 15（2019年7月17日 - 2020年）